# Калгановка (Ленинградская область)
Калгановка — деревня в Скребловском сельском поселении Лужского района Ленинградской области.

## История
По данным 1966 года деревня Калгановка входила в состав Естомического сельсовета.
По данным 1973 года деревня Калгановка входила в состав и являлась административным центром Калгановского сельсовета.
По данным 1990 года деревня Калгановка входила в состав Межозёрного сельсовета.
В 1997 году в деревне Калгановка Межозёрной волости проживали 204 человека, в 2002 году — 151 человек (русские — 83 %).
В 2007 году в деревне Калгановка Скребловского СП проживали 196 человек.

## География
Деревня расположена в южной части района на старом участке автодороги Р23 «Псков» (E 95, Санкт-Петербург — граница с Белоруссией), близ места примыкания к ней автодороги 41К-146 (Городок — Серебрянский).
Расстояние до административного центра поселения — 10 км. Расстояние до районного центра — 9 км.
Расстояние до ближайшей железнодорожной станции Луга I — 18 км. 
Деревня находится на северо-восточном берегу Раковичского озера.

## Демография
| 1997 | 2007 | 2010 | 2017 |
| ---- | ---- | ---- | ---- |
| 204  | ↘196 | ↗198 | ↘182 |

## Улицы
Берёзовая аллея, Болотный переулок, местечко Лесной кордон, Липовая аллея, Луговая, Приозёрная, Промышленная, Счастливая, Центральная.